# Mike James (basquetebolista)
Michael "Mike" Perry James (Portland (Oregon), 18 de agosto de 1990) é um basquetebolista profissional estadunidense que atualmente joga na NBA pelo Brooklyn Nets. O atleta possui 1,85m e atua na posição armador. 
Após jogar as últimas temporadas pelo CSKA Moscou teve uma briga com o técnico que o afastou do time, sendo assim foi liberado para assinar um contrato de 10 dias com o Nets que após diversos problemas de lesão de outros jogadores do time, efetivou o seu contrato até o fim da temporada 2020/2021.   